# Geografía de Portugal
Portugal (nombre local, República Portuguesa) es un estado ubicado en Europa occidental. Su zona continental se localiza en la península ibérica. El país limita al sur y al oeste con el océano Atlántico Norte durante 1793km de costa y al este y norte con España, a lo largo de 1214 km. A pesar del tamaño de esta frontera, Portugal no reconoce el tramo fronterizo comprendido entre la desembocadura de los ríos Caya y Cuncos desde la anexión del territorio de Olivenza por parte del Reino de España, en 1801. Esta zona es reclamada por Portugal,[cita requerida] pero oficialmente es parte integrante de la provincia española de Badajoz.

## Geografía física
En total, el país tiene un área de 92 391 km², de los cuales 91 951 km² son de la zona continental y 440 km² son de zona marítima. Límites:
- Norte: España (más concretamente Galicia)
- Este: España (más concretamente Castilla y León, Extremadura y Andalucía)
- Oeste: Océano Atlántico
- Sur Océano Atlántico

### Relieve
Portugal continental está separado en dos por su río principal, el Tajo. El Portugal Septentrional tiene un paisaje montañoso en las áreas interiores en mesetas, cortadas por cuatro líneas que permiten el desarrollo de áreas agriculturales fértiles. Entre el Miño y el Duero se puede encontrar, de oeste a este, las fronterizas Sierra de Laroco (La Peneda 1535 m s.n.m.), la Sierra del Jurés / Sierra de Gerez; más al sur, pero siempre en esta zona por encima del Duero, se encuentra la Serra da Cabreira y al sur de Braganza, la Sierra de Nogueira y un poco más al sureste en dirección a la frontera española, la Serra de Mogadouro
Las cumbres más altas del país están en la Sierra de la Estrella, prolongación del Sistema Central cuyo punto más levado es la Torre, con 1993 metros de altitud. El monte de Malhão alcanza los 1991 m
Al sur del Rajo, hasta el Algarve, el paisaje es llano. Las escasas montañas son de poca altitud, siendo la máxima altura del Algarve el monte Fóia (902 m). Hay incluso zonas pantanosas como los valles bajos del Tajo y del Sado

### Ríos, lagos y costas

#### Ríos
Los principales ríos de Portugal son:
- Duero (Douro, al norte), desemboca en Oporto y durante unos 50 km hace de frontera entre España y Portugal
- Tajo (Tejo, al centro), desemboca en Lisboa y durante unos 50 km hace de frontera entre España y Portugal
- Guadiana (al sur), desemboca entre Castro Marim y Ayamonte y durante más de 100 km hace de frontera entre España y Portugal

Otros ríos de importancia son el Miño (Minho), en la frontera con Galicia (España) y el Mondego, que nace en la Sierra de la Estrella. La mayoría de los grandes ríos portugueses nace en España y desembocan en el océano Atlántico, con la excepción de los ríos Ave, Mondego, Voga (Vouga), Cécere (Zêzere) y Sado que nacen en Portugal. El río Támega (Tâmega) desagua en el Duero y el río Cécere desemboca en el Tajo. Otros ríos importantes son el Limia (Lima) y el Cávado.
Su perfil accidentado, su régimen muy irregular, se caracteriza por severas sequías. Por ejemplo, puede tomarse el Tajo, a 150 km de su desembocadura: durante el verano de 1945, solamente 1 m³/s y 14 200 m³/s en febrero de 1979. Esto hace que los ríos portugueses sean inhábiles para la navegación. Solo el Duero y el Tajo y una parte final del Guadiana son navegables. Es incluso posible hacer cruceros en el Duero hacia España. Si hay tramos del Tajo, del Mondego o incluso del Sado se utilizan para la irrigación, los cursos son en general demasiado encajados para poder ser utilizados. Estos cursos de agua son a cambio muy utilizados para producir energía eléctrica. Constituyen así, gracias a las presas, una importante fuente productora de energía eléctrica

#### Lagos
Hay varios lagos en Portugal, pero son de pequeño tamaño y se les llama más bien lagoas (lagunas): en la Sierra de la Estrella hay varias lagunas y valles de origen glaciar.Algunas lagunas tienen como origen el océano o algún río; por ejemplo, las lagunas de Albufeira y Óbidos. Otras se originaron entre dunas, como las lagunas de Braças y Vela

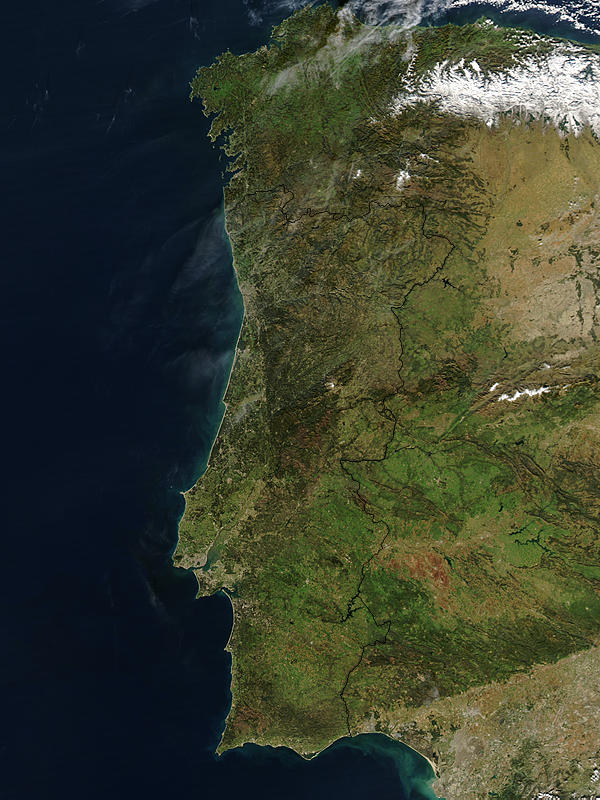
Las condiciones secas y calurosas originaron cientos de incendios forestales en el sur y centro de Portugal en el verano de 2003. Esta imagen fue tomada el 19 de enero de 2004, y las cicatrices habían empezado a opacar áreas.

#### Costas
La costa portuguesa es extensa, y tiene 943 km en Portugal continental, 667 km en las Azores y 250 km en Madeira y las islas Salvajes. La costa portuguesa desarrolló playas, siendo las de Algarve unas de las más famosas en el mundo. En la Isla Porto Santo, una formación de dunas ha atraído muchos turistas. Una característica importante es el ría de Aveiro (cerca de la ciudad portuguesa de Aveiro, llamada "la Venecia portuguesa"), un delta con 45 km en longitud y 11 km de ancho, rico en peces y aves marinas. Hay cuatro canales principales, y entre ellos varias islas e islotes, y es donde se encuentran con el océano los ríos Voga, Antuã, Boco y Fontão. Desde el siglo XVI, la formación de una especie de estrechos cabos dieron lugar a una laguna, a la que se considera uno de los rasgos hidrográficos más notables de la costa portuguesa. Debido a estas características, la región es un antiguo famoso productor de sal, y durante el Imperio romano exportó sal a Roma, siendo ésta vista como un bien valioso. Otro rasgo interesante de la costa portuguesa es Ria Formosa, ubicada en el Algarve, con algunas islas arenosas y clima favorable todo el año, caracterizado por veranos cálidos pero no demasiado e inviernos, en general, templados

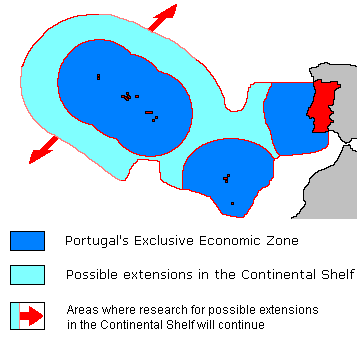
Zona económica exclusiva de Portugal.

Además de la Europa continental, Portugal está formado por dos regiones autónomas en el océano Atlántico, formado por los archipiélagos de Azores y Madeira. Se encuentran en la dorsal mesoatlántica. Madeira se encuentra en la placa tectónica africana, y comprende la isla principal de Madeira, Porto Santo y las más pequeñas Islas Salvajes. Las Azores, que se encuentran entre las conjunciones de las placas tectónicas africana, europea y norteamericana, está sobre la dorsal mesoatlántica. Hay nueve islas en este archipiélago, normalmente dividido en tres grupos (Occidental, Central y Oriental) y varias menores Formigas (afloramientos rocosos) ubicados entre las islas de São Miguel y Santa María. Ambos grupos de islas son de naturaleza volcánica, manteniéndose la actividad sísmica hasta la actualidad. São Miguel era, en origen, dos islas, que quedaron unidas por una erupción volcánica en 1563. Hay varios volcanes submarinos en las Azores, como el Banco D. João de Castro, que han erupcionado en tiempos históricos (como la erupción del Serrata frente a la costa de la isla Terceira). Banco D. João se encuentra entre Terceira y São Miguel, y se eleva 14 metros sobre la superficie. Su última erupción fue en 1720 y formó una isla de 1,5 km de longitud y 250 metros de altitud, que se mantuvo sobre la superficie del agua varios años 
El último volcán que entró en erupción fue el Vulcão dos Capelinhos (Volcán de Capeliños) en 1957, a lo largo de la costa occidental de la Isla Faial, haciendo que creciera el territorio de la isla. Los acontecimientos sísmicos son habituales en las Azores. Los científicos predicen que en el futuro podría formarse una nueva isla. En las Azores se encuentra el punto más alto de Portugal: Ponta do Pico, un volcán antiguo, que llega a los 2351 m s. n. m.
Portugal tiene la tercera zona económica exclusiva de la Unión Europea y la 11.ª del mundo. La zona marina sobre la que los portugueses tienen derechos especiales para la exploración y uso de los recursos marinos, tienen 1 727 408 km².
- Portugal continental 327 667 km²
- Islas Azores 953 633 km²
- Archipiélago de Madeira 446 108 km²
- Total: 1 727 408 km²

### Clima
De acuerdo con la clasificación climática de Köppen en Portugal peninsular predominan los climas mediterráneo Csa y oceánico mediterráneo Csb. Ambos climas se caracterizan por un verano seco, sin embargo el clima Csa posee un verano cálido (temperatura media del mes más cálido superior a 22 °C) mientras que el verano en el clima Csb es más suave, con la temperatura media del mes más cálido por debajo de los 22 °C. El clima Oceánico mediterráneo se da en las zonas costeras salvo en la costa del sur (Distrito de Faro exceptuando el oeste) y el sur de Lisboa y centro y norte del Distrito de Setúbal, donde se da el clima mediterráneo. El clima oceánico mediterráneo se da también en zonas del interior, especialmente del norte de Portugal, exceptuando la cuenca del Duero y gran parte del Distrito de Braganza, donde se da el clima mediterráneo. El clima mediterráneo Csa se da, además, en el interior del centro y sur de Portugal. En el sur de Portugal las precipitaciones son más bajas de forma que el verano resulta muy seco mientras que en el norte las precipitaciones son muy abundantes y el mes más seco llega incluso a superar los 50 mm en una pequeña zona. Un tercer tipo de clima, el clima semiárido frío BSk, se da en una pequeña franja del sur, en el último tramo en Portugal del Río Guadiana.
En las Islas Azores el clima que más se da (de acuerdo con la clasificación climática de Köppen) es el clima oceánico Cfb, caracterizado ser un clima templado, con un verano suave y sin un mínimo estacional notable de precipitaciones. Este es el predominante en casi todas las islas, solo en las islas de Santa María y de Graciosa no se observa esta variedad en la mayor parte del territorio. El clima subtropical húmedo Cfa se diferencia del clima oceánico por tener un verano cálido. Este clima, que se da escasamente, se observa en las áreas costeras del sur, nordeste y este de la isla de Pico y en pequeñas áreas del litoral de las islas de Corvo, de Flores y de San Jorge. El clima oceánico mediterráneo Csb es el segundo más común en las Azores: se observa principalmente en las islas del grupo Central y Oriental, en concreto en la región oeste de la isla de Faial, en una pequeña franja del noroeste de la isla de Pico, en algunas zonas de la isla Graciosa, en la punta sureste de la isla de San Jorge, en gran parte de la franja costera de las islas de Terceira y de San Miguel y en la mayor parte de la isla de Santa María. El clima mediterráneo Csa es, sin embargo, menos común en las Azores: se observa en las zonas costeras de las islas de Faial y Graciosa, en la región oeste de la Isla de Pico, en las costas sur y este de la Isla Terceira, en parte de la costa sur de la Isla de San Miguel y en la región occidental de la Isla de Santa María. Por último, la Montaña del Pico posee un clima de montaña por su gran altitud, dándose en zonas de altitud media-alta el clima subpolar oceánico Cfc, caracterizado por precipitaciones constantes a lo largo del año y por veranos más frescos, y dándose el clima de Tundra ET en las zonas más altas del volcán, caracterizado por un verano frío, pues la temperatura media del mes más cálido se sitúa entre 0 y 10 °C.
En el archipiélago de Madeira el clima predominante es el clima oceánico mediterráneo Csb, el cual se da en casi toda la Isla de Madeira excepto en algunas zonas costeras, de clima mediterráneo Csa, y en las zonas de mayor altitud de la Isla de Porto Santo. El clima mediterráneo Csa también se da en algunos lugares puntuales de altitud media de la isla de Porto Santo. En el resto de esta isla se da el clima semiárido cálido BSh.

#### Temperaturas
La temperatura media se sitúa entre los 15 y 17,5 °C en la mayor parte de la mitad sur de Portugal peninsular, llegando a superar los 17,5 C en una pequeña franja del sureste en la frontera con España y también en una pequeña zona en el este del Distrito de Castelo Branco, también en la frontera con España. En la mayor parte de la mitad norte de Portugal la temperatura media se sitúa por debajo de los 15 °C, bajando de los 12,5 °C en extensas zonas de altitud media o alta. En las zonas de mayor altitud (norte y centro) la temperatura media se sitúa por debajo de los 10 °C e incluso por debajo de los 7,5 °C en la parte más alta de la Sierra de la Estrella. En enero, el mes más frío, la temperatura media se sitúa entre 7,5 y 12,5 °C en las zonas costeras y el centro y sur de Portugal peninsular, siendo superiores a los 10 °C solo en la costa del sur y parte del centro, mientras que en las zonas del interior del norte se sitúan por debajo de los 7,5 °C. En los meses más cálidos, julio y agosto, la temperatura media supera los 25 °C únicamente en las zonas del centro y sur cercanas a la frontera con España, mientras que en el interior del centro, sur y parte del noreste se sitúan por encima de los 22,5 °C. Únicamente en la mayor parte del norte y en zonas conteras del centro y parte del sur las medias de julio y agosto bajan de los 22,5 °C, llegando a bajar de los 20 °C únicamente en las zonas montañosas y en varias zonas costeras tanto del norte como del centro y suroeste.

En las Islas Azores la temperatura media se sitúa generalmente entre 16 y 18 °C en las zonas costeras y va bajando en el interior conforme sube la altitud, bajando de los 14 °C en el interior de todas las islas excepto Santa María y Graciosa. Exceptuando también a la isla de Corvo, en el resto de las islas la temperatura media baja de los 12 °C en las zonas de mayor altitud. Además, en la Montaña del Pico que supera los 2000 metros de altitud (en la Isla del Pico) la temperatura media anual baja incluso de los 2 °C en la zona más alta. En las Azores la amplitud térmica es baja debido a la influencia oceánica. En enero y febrero, los meses más cálidos, la temperatura media en las zonas costeras o de baja altitud oscila aproximadamente entre 12 y 14 °C bajando de los 12 °C en algunos lugares especialmente en las islas de San Jorge, Flores y Corvo, mientras que la temperatura media en agosto, el mes más cálido, se sitúa en las zonas costeras en general entre 20 y 24 °C.
En la Isla de Madeira la temperatura se sitúa entre 16 y 20 °C en la costa, y va bajando con la altitud llegando a bajar de los 8 °C en la zona más alta de la isla. En la mayor parte de la Isla de Porto Santo (Archipiélago de Madeira) la temperatura media se sitúa entre 18 y 20 °C. En los meses más fríos del año, enero y febrero, la temperatura media oscila aproximadamente entre los 14 y 16 °C en las zonas costeras, pudiendo subir de los 16 °C en algunas zonas, mientras que en los meses más cálidos en la costa, agosto y septiembre, la temperatura media varía aproximadamente entre los 20 y 24 °C en las zonas costeras, pudiendo subir de los 24 °C en algunos lugares.
Las temperaturas extremas de Portugal son de 47,1 °C, en Amareleja, freguesia del municipio de Moura, Alentejo, registrada en 1 de agosto de 2003, y -16 °C en las Penhas da Saúde, localidad del municipio de Covillana, y en Miranda do Douro, los días 5 de febrero de 1954 y 16 de enero de 1945. También hay registros extraoficiales de temperaturas mínimas en torno a los -20 °C en la Torre de la Sierra de Estrela.

#### Precipitaciones
En Portugal peninsular las precipitaciones están desigualmente distribuidas, de forma que encontramos lugares en el norte que llegan a superar los 2000 mm anuales y otros en el sur en los que no se alcanzan los 500 mm. Las precipitaciones anuales superan los 700 mm en buena parte del centro de Portugal y en todo el norte excepto en parte del noreste. También en el sur, en buena parte del Distrito de Faro las precipitaciones anuales suben de los 700 mm. En cambio, únicamente en el Distrito de Beja, principalmente alrededor del último tramo en Portugal del Río Guadiana en Portugal y más al oeste y en el noroeste del distrito las precipitaciones bajan de los 500 anuales. Como es característico de los climas mediterráneos, las precipitaciones tienen un mínimo en verano en todo Portugal peninsular, sin embargo ese mínimo es muy marcado en el centro y especialmente en el sur, llegando una precipitación casi nula en julio y agosto, mientras que en el norte las precipitaciones medias en julio y agosto se sitúan en general por encima de los 10 mm, y llegan a superar los 50 mm muy puntualmente en el noroeste.
Hay nevadas en las zonas montañosas del norte, siendo que, en la Sierra de la Estrella, pueden ser intensas. La nieve es rara en las zonas costeras. Sin embargo, nevó en Lisboa el 28 de enero de 2007 y el 29 de enero de 2006. En este mismo día, la nieve cubrió una gran parte del país. Antes de 2006, la última vez que hubo nieve en la capital portuguesa fue el 2 de febrero de 1954.
En las Azores las precipitaciones son en general abundantes. Las zonas costeras y de baja altitud reciben menor cantidad de precipitación. Las precipitaciones anuales se sitúan entre 600 y 800 mm únicamente en el oeste de la isla de Santa María, mientras que casi únicamente bajan de los 1000 mm en zonas costeras o de baja altitud de las islas de Santa María, Graciosa y en menor medida en San Miguel, Terceira, Faial y una pequeña franja costera del sureste de San Jorge. Además las precipitaciones suben notablemente con la altitud, superándose los 2000 mm anuales en el interior de todas las islas excepto Santa María y Graciosa, y llegando a superar incluso los 4000 mm anuales en varias zonas de mayor altitud de la Isla del pico. El verano es la estación seca, siendo julio el mes menos lluvioso, aunque en las zonas de altitud media-alta de las islas y en algunas zonas costeras las precipitaciones en julio siguen siendo, en general, superiores a los 50 mm, llegando a superar los 150 mm en las zonas de mayor altitud de todas las islas excepto Santa María y Graciosa. La precipitación en las Azores es más abundante en los meses de noviembre, diciembre y enero, registrándose de media, durante estos meses, cantidades superiores a 500 m.
En la isla de Madeira las precipitaciones son también abundantes: se sitúan entre 600 y 1000 mm anuales en general en las zonas costeras del este y sur de la isla mientras que superan los 1000 mm en casi todo el norte y oeste. Igual que en las Azores, en Madeira las precipitaciones suben notablemente con la altitud, superando los 2000 en buena parte de la isla, en zonas de altitud media alta del interior. En cambio, la Isla de Porto Santo (situada en el Archipiélago de Madeira) registra una precipitación anual en general por debajo de los 400 mm. En el archipiélago de Madeira el mínimo de precipitaciones se da también en verano, pero es mucho más marcado que en las Azores, siendo la precipitación media en julio casi nula en la costa del sur de Madeira y en Porto Santo y situándose entre 20 y 30 mm en buena parte del norte de Madeira. En cambio, la precipitación en el archipiélago es más abundante en los meses de diciembre y de enero, superando los 300 mm en diciembre en la mayor parte de la isla de Madeira (zonas de altitud media alta) y situándose en general entre 50 y 70 mm en la isla de Porto Santo.

### Medio ambiente

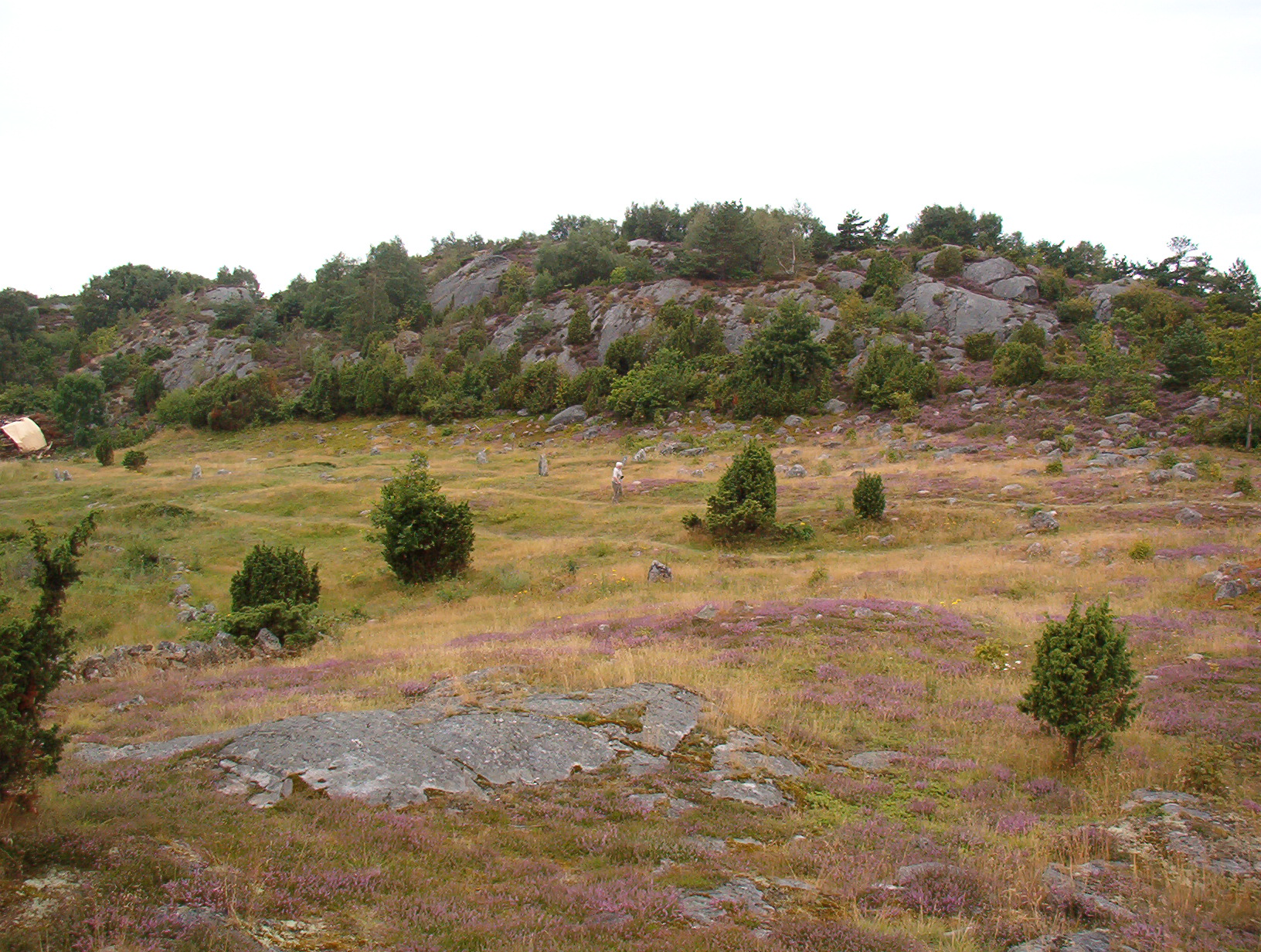
Charneca.

Son característicos del paisaje portugués los brezales (charnecas) de Erica vulgaris, vegetación xerófila de Portugal, análoga al maquis del mediterráneo francés y el heath de las islas británicas. Por extensión se da el nombre de charneca al hábitat donde puede encontrarse la planta, terreno árido y pedregoso. Conforme a la normativa de la Unión Europea, el territorio de este país se divide en tres regiones biogeográficas: mediterránea, atlántica y, en los archipiélagos de las Azores y Madeira, macaronésica. Destaca en su patrimonio natural un bien natural, patrimonio de la Humanidad declarado por la Unesco en 1999: la Laurisilva de Madeira. Cuenta con cinco reservas de la biosfera: Paúl do Boquilobo (1981), isla de Corvo (2007), isla Graciosa (2007), isla de Flores (2009) y Geres-Xures, transfronterizo con España. 86 581 hectáreas están protegidas como humedales de importancia internacional al amparo del Convenio de Ramsar, en total, 28 sitios Ramsar. Tiene un parque nacional, el de Peneda-Gerês.
La costa de Portugal y las Azores son amenazadas anualmente por terremotos severos, aunque también es común que sucedan incendios forestales y clima severo.
Las principales preocupaciones medioambientales son: la erosión de los suelos, la contaminación atmosférica por emisiones de vehículos e industrias, así como las aguas, especialmente en zonas costeras.

#### Vegetación
Destaca en su patrimonio natural, un lugar declarado patrimonio de la Humanidad por la Unesco en 1999 por el tamaño y calidad de la laurisilva, un tipo de bosque de laurel: la Laurisilva de Madeira. Cuenta con siete reservas de la biosfera: Paúl do Boquilobo (1981), isla de Corvo (2007), isla Graciosa (2007), isla de Flores (2009), Geres-Xures, transfronterizo con España, el archipiélago de las Berlengas (2011) y Santana (2011). Un total de 86 581 hectáreas están protegidas como humedales de importancia internacional al amparo del Convenio de Ramsar, en total, 28 sitios Ramsar.
En cuanto a los bosques de Portugal continental, están muy difundidos por razones económicas el pino, especialmente el resinero (Pinus pinaster) y el piñonero (Pinus pinea), el castaño (Castanea sativa), el alcornoque (Quercus suber), la encina (Quercus ilex), el quejigo (Quercus faginea) y el eucalipto (Eucalyptus globulus). Según datos de 2001, los bosques más comunes de Portugal son:
| Especies forestales | % Área forestal | Área (ha) |
| ------------------- | --------------- | --------- |
| Pinus pinaster      | 29,1            | 976 069   |
| Pinus pinea         | 2,3             | 77 650    |
| Resto de resinosos  | 0,8             | 27 358    |
| Quercus ilex        | 13,8            | 461 577   |
| Quercus             | 3,9             | 130 899   |
| Castanea sativa     | 1,2             | 40 579    |
| Eucalyptus          | 20,1            | 672 149   |
| Quercus suber       | 21,3            | 712 813   |
| Resto               | 3,0             | 102 037   |
| Total               | 100,0           | 3 349 327 |

Asimismo, se están introduciendo otras especies como la Gaillardia aristata en los archipiélagos de las Azores y Madeira; la Jacobaea minuta, en el sur de Portugal; la Rhaponticum longifolium, en los alrededores de Leiría; el clavel de Indias (Tagetes patula), en la frontera de la provincia de Salamanca; la Zinnia elegans, en la región de la Beira Alta, la Salvia viridis, en Estremadura; la coronilla rosa (Securigera varia) en Coímbra o la Claytonia perfoliata al norte de Portugal.
La flora de la península, por sus condiciones bio-históricas, geográficas, geológicas, orográficas, etc., es una de las más ricas y variadas de toda Europa, comparable a la de países mediterráneos como Grecia e Italia e incluso de mayor diversidad; se calcula que incluye más de 8000 especies de plantas, muchas de ellas exclusivas (endemismos).
El Mediterráneo ha estado sometido en el pasado a grandes alteraciones de clima y vegetación, unido a unas variaciones, a veces muy grandes, en el nivel del mar y a variaciones en las posiciones relativas de las masas continentales (placas europea y africana). Con la entrada de plantas y el aislamiento, debido a las fluctuaciones marinas o a las periódicas glaciaciones, se puede encontrar una variada diversidad de especies vegetales.
La península ibérica, situada en una importante vía de paso entre África y Europa, se vio enriquecida con la llegada, según cambiaba el clima, de plantas esteparias, termófilas, xerófilas, orófilas, boreo-alpinas, etc., muchas de las cuales lograron mantenerse después, gracias a la diversidad de medios que existen en las cadenas montañosas, que les permiten subir en altitud si el clima se va haciendo más cálido, o descender si se vuelve más frío. La complejidad geológica de la mayoría de las montañas ibéricas, especialmente de las Béticas, Sistema Ibérico y Pirineos, aumentó aun mucho más el número de nuevos medios a que adaptarse e hizo posible la diversidad y riqueza de la flora actual.

#### Fauna y flora
La fauna de mamíferos es muy variada e incluye el zorro, el tejón, el lince ibérico, el lobo ibérico, la cabra montés, el gato montés, la liebre, la comadreja, el meloncillo, la jineta y, ocasionalmente, el oso pardo (cerca del río Miño y del Parque nacional de Peneda-Gerês), entre otros. Portugal es un lugar de parada importante para las migraciones de aves que se desplazan entre Europa y África, especialmente en lugares como el cabo de San Vicente o la sierra de Monchique. El país tiene cerca de 600 especies de aves, de las cuales 235 son nidificantes, y casi todos los años hay registros nuevos.

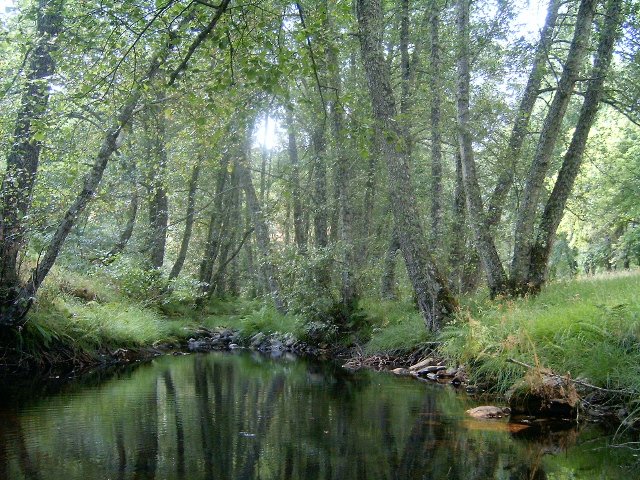
Parque natural de Montesinho, en el nordeste portugués.

Portugal tiene un gran número de especies de peces de agua dulce que van desde el pez gato gigante en el parque natural del Tajo Internacional, hasta las pequeñas especies endémicas que solo viven en pequeños lagos. Algunas de estas especies raras están gravemente amenazadas debido a la destrucción de su hábitat, la contaminación y las sequías. Las aguas marinas portuguesas son de las más ricas en biodiversidad del mundo, pues sus especies marinas rondan el millar e incluyen la sardina, el atún y la caballa del Atlántico.
En Portugal puede apreciarse el fenómeno de la surgencia, especialmente en la costa oeste, lo que hace que el mar sea extremadamente rico en nutrientes y biodiversidad. Las áreas protegidas de Portugal incluyen un parque nacional, trece parques naturales, nueve reservas naturales, cinco monumentos naturales y seis paisajes protegidos. En 2005, el área de paisaje protegido del Litoral de Esposende fue clasificado como parque natural para la «conservación del cordón litoral y de sus elementos naturales físicos, estéticos y paisajísticos.»
La fauna de la península ibérica presenta una amplia diversidad que se debe en gran parte a dos factores, la posición geográfica de la península ibérica, entre el Atlántico y el Mediterráneo y entre África y Eurasia, y la gran diversidad de hábitats y biotopos, consecuencia de una variedad considerable de climas y regiones bien diferenciadas.
Entre los grandes carnívoros destacan dos especies desaparecidas de buena parte de Europa Occidental: el oso pardo, que sobrevive en la cordillera Cantábrica y en ciertos enclaves pirenaicos, y el lobo ibérico, subespecie endémica de la Península. Aunque el carnívoro más emblemático es sin duda el lince ibérico, el félido más amenazado de todo el continente europeo. Mucho más numerosas son las poblaciones de gato montés, de zorro rojo y las de algunos mustélidos: el tejón, el turón y la comadreja; algo menos numerosas son las de nutria, marta y garduña. Los vivérridos están representados por la jineta; y los herpéstidos, por el meloncillo.
Los herbívoros están representados por especies bastante extendidas, como algunos cérvidos: el ciervo común, el gamo y el corzo. Hay poblaciones endémicas de cabra montés y reductos pirenaicos y cantábricos de rebeco. También está ampliamente extendido el jabalí.
Tienen una buena representación varias especies mediterráneas de insectívoros: musarañas (Crocidura russula, Suncus etruscus), musgaño de Cabrera, topo ibérico, el raro desmán de los Pirineos; roedores: ardilla roja, lirón careto, topillos; lagomorfos (destacan endemismos como la liebre ibérica y la liebre de piornal), quirópteros (Myotis capaccinii, Myotis myotis, Pipistrellus pipistrellus, Tadarida teniotis, nóctulo común, Hypsugo savii) y algo menores de pinnípedos y cetáceos.

## Geografía humana
La población estimada a julio de 2009 era de 10 707 924 habitantes. Grupos étnicos: tipo homogéneamente mediterráneo; ciudadanos de antepasados africanos que emigraron a la metrópoli durante la descolonización en un número inferior a 100 000; desde 1990 han entrado en Portugal bastantes ciudadanos de la Europa oriental. La religión mayoritaria es la católica 84,5%, otros cristianos 2,2%, otros 0,3%, desconocido 9%, ninguna 3,9% (censo de 2001). El idioma oficial es el portugués y también el mirandés (oficial, pero usado localmente).
La capital es Lisboa, sede del gobierno y con cerca de 564 477 habitantes (2001). Otras ciudades importantes son: Oporto, Coímbra, Braga y Setúbal. Se divide administrativamente en:
- 7 Regiones (Regiões-NUTS2):

Norte, Centro, 
Oeste e Vale do Tejo, 
Lisboa, Península de Setúbal, Alentejo y Algarve.
- 18 distritos (distritos, singular - distrito):

Aveiro, Beja, Braga, Braganza (Bragança), Castelo Branco, Coímbra, Evora, Faro, Guarda, Leiría, Lisboa, Portalegre, Oporto (Porto), Santarem, Setúbal (Setubal), Viana do Castelo, Vila Real y Viseo. 
- dos regiones autónomas (regiões autonomas, singular - região autonoma): Región Autónoma de Azores (Açores) y la Región Autónoma de Madeira (Madeira).

## Geografía económica
Los principales recursos naturales de Portugal son: peces, bosques y silvicultura, hierro, uranio, mármol, tierra arable, energía hidroeléctrica
- Uso de la tierra:
  - tierra arable: 26%
  - cosechas permanentes: 9%
  - tierras de pasto permanentes: 9%
  - bosques y silvicultura: 36%
  - otros: 20% (est. 1993)

- Tierra irrigada: 6300 km² (est. 1993)